# Sofia Matilde de Gloucester
Sofia Matilde de Gloucester (em inglês:  Sophia Matilda; Mayfair, 29 de maio de 1773 - Blackheath, 29 de novembro de 1844) foi um membro da família real britânica, bisneta do rei Jorge II e sobrinha do rei Jorge III.

## Primeiros Anos

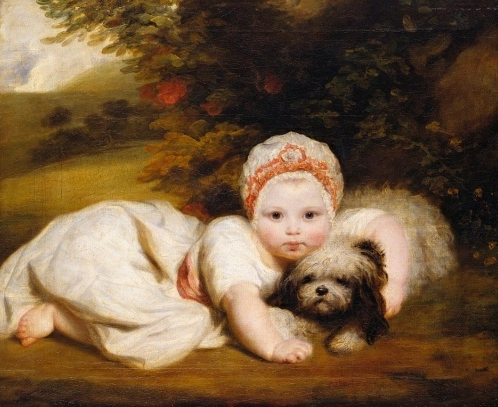
Sofia Matilde quando criança pintada por Joshua Reynolds, c. 1774.

Sofia nasceu em Grosvenor Street, Mayfair, um bairro da cidade de Londres. O seu pai era o príncipe Guilherme Henrique, Duque de Gloucester e Edimburgo, o terceiro filho de Frederico,  Príncipe de Gales. A sua mãe era Maria Walpole, filha ilegítima de Edward Walpole. Como bisneta do rei Jorge II, Sofia tinha o tratamento de "Sua Alteza, a Princesa Sofia de Gloucester".
A princesa foi baptizada em privado em Gloucester House, no dia 26 de junho de 1773, por Charles Moss, bispo de St. David's. Os seus padrinhos foram o Duque de Cumberland, seu tio paterno, a Duquesa de Cumberland, esposa do tio, e a Rainha da Dinamarca e da Noruega, sua tia paterna, que foi representada por outra pessoa.

## Vida Adulta
A 22 de julho de 1816, o irmão de Sofia, o príncipe Guilherme Frederico, casou-se com a prima, a princesa Maria, filha do rei Jorge III. No dia do casamento, o Príncipe Regente concedeu o tratamento de Sua Alteza Real ao Duque de Gloucester. No dia seguinte, Sofia também recebeu este tratamento, para que ficasse na mesma posição do irmão.
Sofia foi considerada para se casar com o príncipe Guilherme, Duque de Clarence, mas nunca se interessou muito pela união. Sofia nunca se casou nem teve filhos. Viveu em New Lodge, Winkfield, perto de Windsor e morreu a 29 de novembro de 1844. O seu corpo está sepultado na Capela de São Jorge, no Castelo de Windsor.

## Títulos e estilos
- 29 de maio de 1773 – 22 de julho de 1816: Sua Alteza, a Princesa Sofia de Gloucester
- 22 de julho de 1816 – 29 de novembro de 1844: Sua Alteza Real, a Princesa Sofia de Gloucester
  - 16 de dezembro de 1834 – 29 de novembro de 1844: Sua Alteza Real, a Princesa Sofia Matilde de Gloucester